# Osyris compressa
Osyris compressa är en sandelträdsväxtart som först beskrevs av Berg., och fick sitt nu gällande namn av A. Dc.. Osyris compressa ingår i släktet Osyris och familjen sandelträdsväxter. Inga underarter finns listade i Catalogue of Life.